# Orient (manga)
Orient (jap. オリエント Oriento) – manga autorstwa Shinobu Ōtaki. Była wydawana na łamach magazynu „Shūkan Shōnen Magazine” wydawnictwa Kōdansha od maja 2018 do stycznia 2021, po czym została przeniesiona do „Bessatsu Shōnen Magazine”, gdzie ukazywała się od lutego 2021 do października 2024. Na podstawie mangi studio A.C.G.T wyprodukowało serial anime, który emitowany był od stycznia do września 2022.
W Polsce prawa do dystrybucji mangi nabyło wydawnictwo Waneko, natomiast premiera odbyła się w maju 2022.

## Fabuła
Historia opowiada o 15-letnim chłopcu imieniem Musashi i rozgrywa się w japońskim okresie Sengoku. W tym czasie Japonią rządzą demony, a samuraje są uważani za temat tabu. Musashi wtapia się w tłum jako górnik wraz z innymi, którym wyprano mózgi, myśląc, że oni są ich wybawcami i że muszą dla nich pracować. Musashi zna jednak prawdę. Chce stawić czoła demonom dzięki swojej wyjątkowej mocy.

## Bohaterowie

### Główni
- Musashi (jap. 武蔵)

Seiyū: Yuma Uchida 
- Kojiro Kanemaki (jap. 鐘巻小次郎 Kanemaki Kojirō)

Seiyū: Soma Saito 
- Tsugumi Hattori (jap. 服部つぐみ Hattori Tsugumi)

Seiyū: Rie Takahashi 

### Poboczni
- Naotora Takeda (jap. 武田尚虎 Takeda Naotora)

Seiyū: Satoshi Hino 
- Shirō Inukai (jap. 犬飼四郎 Inukai Shirō)

Seiyū: Hiro Shimono 
- Nanao Inusaka (jap. 犬坂七緒 Inusaka Nanao)

Seiyū: Azumi Waki 
- Hideo Kosameda (jap. 小雨田英雄 Kosameda Hideo)

Seiyū: Wataru Hatano 
- Aoshi Sanada (jap. 真田青志 Sanada Aoshi)

Seiyū: Haruki Ishiya 
- Shunrai Yamamoto (jap. 山本春雷 Yamamoto Shunrai)

Seiyū: Saori Ōnishi 
- Jisai Kanemaki (jap. 鐘巻自斎 Kanemaki Jisai)

Seiyū: Katsuyuki Konishi 
- Obsydianowa Bogini (jap. 黒曜の女神 Kokuyō no Megami)

Seiyū: Houko Kuwashima 
- Michiru Saruwatari (jap. 猿渡みちる Saruwatari Michiru)

Seiyū: Kiyono Yasuno 
- Tatsuomi Uesugi (jap. 上杉竜臣 Uesugi Tatsuomi)

Seiyū: Tomoaki Maeno 
- Kanetatsu Naoe (jap. 直江兼竜 Naoe Kanetatsu)

Seiyū: Natsuki Hanae 
- Masayuki Amakasu (jap. 甘粕政紀 Amakasu Masayuki)

Seiyū: Yoshiki Nakajima 
- Akihiro Shimazu (jap. 島津秋弘 Shimazu Akihiro)

Seiyū: Koki Uchiyama 
- Katsumi Amako (jap. 尼子勝巳 Amako Katsumi)

Seiyū: Gakuto Kajiwara 
- Kuroko Usami (jap. 宇佐美黒子 Usami Kuroko)

Seiyū: Wataru Hatano 

## Manga
Manga była publikowana w magazynie „Shūkan Shōnen Magazine” od 30 maja 2018 do 6 stycznia 2021. Następnie została przeniesiona do „Bessatsu Shōnen Magazine”, gdzie ukazywała się od 9 lutego 2021 do 9 października 2024. Wydawnictwo Kōdansha zebrało jej rozdziały do wydań w formacie tankōbon, których pierwszy tom ukazał się 17 sierpnia 2018. Ostatni, 22. tom, został wydany 8 listopada 2024.
W Polsce licencję na wydawanie mangi zakupiło Waneko.
| Nr | Język japoński       | Język japoński         | Język polski      | Język polski           |
| Nr | Data wydania         | ISBN                   | Data wydania      | ISBN                   |
| --- | -------------------- | ---------------------- | ----------------- | ---------------------- |
| 1 | 17 sierpnia 2018     | ISBN 978-4-06-512725-4 | 20 maja 2022      | ISBN 978-83-8096-722-9 |
| Lista rozdziałów - 001. Musashi i Kojirou (jap. 武蔵と小次郎 Musashi to Kojirō) - 002. Okrutny bóg (jap. 荒ぶる神 Araburukami) - 003. Samurajowie (jap. 武士団 Bushi-dan) - 004. Błękitnoskrzydły żuraw (jap. 碧天鶴翼 Ao sora kakuyoku) |                      |                        |                   |                        |
| 2 | 17 października 2018 | ISBN 978-4-06-513070-4 | 20 lipca 2022     | ISBN 978-83-8242-226-9 |
| Lista rozdziałów - 005. Okrzyk zwycięstwa (jap. 勝ち鬨 Kachidoki) - 006. Skarga (jap. 文句 Monku) - 007. Zjednoczenie kraju (jap. 天下統一 Tenka tōitsu) - 008. Świat na zewnątrz (jap. 外の世界 Soto no sekai) - 009. Pułapka (jap. 罠 Wana) - 010. Oddział Kosameda (jap. 小雨田武士団 Kosameda bushi-dan) - 011. Będę przy tobie (jap. 側にいるよ Soba ni iru yo) - 012. Mętlik w głowie (jap. ぐちゃぐちゃ Guchagucha) - 013. To jest ta chwila (jap. 今がその時 Ima ga sonotoki) |                      |                        |                   |                        |
| 3 | 17 grudnia 2018      | ISBN 978-4-06-513487-0 | 21 września 2022  | ISBN 978-83-8242-227-6 |
| Lista rozdziałów - 014. Ramię w ramię (jap. 共闘 Kyōtō) - 015. Niewidzialna klatka (jap. 見えない檻 Mienai ori) - 016. Wybieram jutro! (jap. 明日を選ぶ Ashita o erabu) - 017. Silniejsza (jap. もっと強く Motto tsuyoku) - 018. Trójstronny impas (jap. 三つ巴 Mitsudomoe) - 019. Miecz (jap. 刀 Katana) - 020. Bezimienne psy (jap. 名もなき犬 Na mo naki inu) - 021. Oddział Kanemaki (jap. 鐘巻武士団 Kanemaki bushi-dan) - 022. Próba ostrza (jap. 刀の試し Katana no tameshi) |                      |                        |                   |                        |
| 4 | 15 marca 2019        | ISBN 978-4-06-514444-2 | 21 listopada 2022 | ISBN 978-83-8242-228-3 |
| Lista rozdziałów - 023. Kolor duszy (jap. 魂の色 Tamashī no iro) - 024. Nie można oddychać pod wodą (jap. 水中で呼吸はできない Suichū de kokyū wa dekinai) - 025. Niebieńska sakura (jap. 裂空八重桜 Rekku yaezakura) - 026. Przeszłość Musashiego (jap. 武蔵の生い立ち Musashi no oitachi) - 027. Wreszcie się spotykamy (jap. やっと会えた Yatto Aeta) - 028. Obsydianowa bogini (jap. 黒曜の女神 Kokuyō no Megami) - 029. Rozmowa z boginią (jap. 女神との対話 Megami to no Taiwa) - 030. Martwy za życia (jap. 死人のように生きる Shibito no yō ni ikiru) - 031. Polowanie na miecze (jap. 刀狩り Katana Kari) - 032. Życie samuraja (jap. 武士の生き方 Bushi no ikikata) |                      |                        |                   |                        |
| 5 | 17 czerwca 2019      | ISBN 978-4-06-515085-6 | 20 stycznia 2023  | ISBN 978-83-8242-229-0 |
| Lista rozdziałów - 033. Szkaradne dusze (jap. ブサイクな魂 Busaikuna tamashī) - 034. Jesteśmy oddziałem (jap. 武士団とは Bushi-dan to wa) - 035. Siedem ogonów (jap. 九尾七錠刀 Kyūbi nanajō katana) - 036. 7 na 3 (jap. 7対3 7 tai 3) - 037. Głową w dół (jap. 真っ逆さま Massakasama) - 038. Przebudzenie obsydianu (jap. 黒曜の覚醒 Kokuyō no Kakusei) - 039. Moc bogini (jap. 女神の力 Megami no chikara) - 040. Rój spadających gwiad (jap. 流星群の一撃 Ryūsei-gun no ichigeki) - 041. Ci, którzy żyją w ostrzach (jap. 刀に宿るもの Katana ni yadoru mono) - 042. Droga przed nami (jap. この道の先に Kono michi no saki ni)                                           |                      |                        |                   |                        |
| 6 | 16 sierpnia 2019     | ISBN 978-4-06-515696-4 | 20 marca 2023     | ISBN 978-83-8242-230-6 |
| Lista rozdziałów - 043. Czarne spotkanie (jap. 黒の会合 Kuro no kaigō) - 044. Ktoś jeszcze (jap. もう一人いる Mōhitori iru) - 045. Ściana (jap. 壁 Kabe) - 046. Pierwszy kishin (jap. はじまりの鬼神 Hajimari no kishin) - 047. Zamek Shiryuu (jap. 紫龍城 Murasaki ryū jō) - 048. Oddział Uesugi (jap. 上杉武士団 Uesugi takeshi-dan) - 049. Demon z wyspy Awaji (jap. 淡路に巣食う鬼 Awaji ni sukuu oni) - 050. Mężczyzna z tatuażami (jap. 刺青男 Shisei otoko) - 051. Niewola (jap. タコ部屋 Takoheya) - 052. Trzech na trzech (jap. 三すくみ Sansukumi) |                      |                        |                   |                        |
| 7 | 15 listopada 2019    | ISBN 978-4-06-517160-8 | 19 maja 2023      | ISBN 978-83-8242-231-3 |
| Lista rozdziałów - 053. Styl walki Shimazu (jap. 島津の剣技 Shimazu no kengi) - 054. Pluton Shimazu (jap. 島津小隊 Shimazu shōtai) - 055. Yatarou Inuda (jap. 犬田 八咫郎 Inuda Yatarō) - 056. Upokorzenie na pokładzie (jap. 船上の屈辱 Senjō no kutsujoku) - 057. Znak smoka (jap. 竜の字 Ryū no ji) - 058. Pokonać pandemonium (jap. 百鬼粉砕 Hyakki funsai) - 059. Siła przyciągania (jap. 引力 Inryoku) - 060. Wcielenie wyrozumiałości (jap. 包容力の権化 Hōyō-ryoku no gonge) - 061. Blask (jap. 煌めき Kirameki) - 062. Czarne skrzydła (jap. 黒の両翼 Kuro no ryōyoku)                                                                                               |                      |                        |                   |                        |
| 8 | 17 lutego 2020       | ISBN 978-4-06-517888-1 | 20 lipca 2023     | ISBN 978-83-8242-232-0 |
| Lista rozdziałów - 063. Szpieg (jap. 間者 Kanja) - 064. Wyższy cel i nagroda (jap. 大義と恩賞 Taigi to onshō) - 065. Kamienne łzy (jap. 石の涙 Ishi no namida) - 066. Prawa natury (jap. 生殖の摂理 Seishoku no setsuri) - 067. Niezrównana radość (jap. 無上の喜び Mujō no torokobi) - 068. Zbroja boga wojny (jap. 軍神闘衣 Gunshin tōi) - 069. Infekcja (jap. 感染 Kansen) - 070. Wezwanie boga (jap. 神の召喚 Kami no shōkan) - 071. Ojciec i córka (jap. 父と娘 Chichi to musume) - 072. Dziecię demona (jap. 鬼の子 Oni no ko) |                      |                        |                   |                        |
| 9 | 15 maja 2020         | ISBN 978-4-06-518686-2 | 20 września 2023  | ISBN 978-83-8242-233-7 |
| Lista rozdziałów - 073. Wspomniania wyryte w kamieniu (jap. 石の記憶 Ishi no kioku) - 074. Dobry moment, by odejść (jap. 引き際 Hikigiwa) - 075. Bogini mieczy (jap. 刀とう神しん Tōshin) - 076. Krew nadziei (jap. 希望の血液 Kibō no ketsueki) - 077. Powód, by się nie wycofać (jap. 退けない訳 Hike nai wake) - 078. Dysonans (jap. 不協和音 Fukyōwaon) - 079. Starcie strategów (jap. 軍師対決 Gunshi taiketsu) - 080. Gra w podchody (jap. 化かし合い Bakashi ai) - 081. Pazur niebiańskiego wilka (jap. 天狼鉄刀 Tenrō tettō) - 082. Tygrys i pies (jap. 虎と犬 Tora to inu) - 083. Paranoja (jap. 疑心暗鬼 Gishin anki)                                               |                      |                        |                   |                        |
| 10 | 17 sierpnia 2020     | ISBN 978-4-06-519307-5 | 20 listopada 2023 | ISBN 978-83-8242-234-4 |
| Lista rozdziałów - 084. Co mi powierzono (jap. 託されたもの Takusareta mono) - 085. Czerwone ostrze pierwszej rangi (jap. 赤刀一位 Sekitō ichi no kurai) - 086. Zabieg złotej nici (jap. 金糸執刀 Kinshi shittō) - 087. Dźwigać oddział na swych barkach (jap. 団を背負う Dan o seou) - 088. Awidja (jap. 無明 Mumyō) - 089. Diamentowa dusza (jap. 金剛石の魂 Kongōseki no tamashī) - 090. Niczym Kishin (jap. 鬼神の如く Kishin no gotoku) - 091. Szczyt możliwości (jap. 青刀の極み Seitō no kiwami) - 092. Własnymi siłami (jap. 自分の力で Jibun no chikara de) - 093. Dowód istnienia (jap. 存在証明 Sonzai shōmei)                                                     |                      |                        |                   |                        |
| 11 | 17 listopada 2020    | ISBN 978-4-06-520599-0 | 20 stycznia 2024  | ISBN 978-83-8242-235-1 |
| Lista rozdziałów - 094. Co mogę zrobić (jap. 自分にできること Jibun ni dekiru koto) - 095. Fuzja (jap. 融合体 Yūgōtai) - 096. Rola czerwonego ostrza (jap. 赤刀の役目 Sekitō no yakume) - 097. Teraz ja (jap. 今度は俺が Kondo wa ore ga) - 098. Restart (jap. 再起動 Seikidō) - 099. Rozłam wśród Shimazu (jap. 島津決裂 Shimazu ketsuretsu) - 100. Akihiro i pionki (jap. 秋弘と陣駒 Akihiro to jinkoma) - 101. Powinność czerwonego ostrza (jap. 赤刀の責務 Sekitō no sekimu) - 102. Czerwona klątwa (jap. 赤の呪縛 Aka no jubaku) - 103. Na wadze (jap. 天秤 Tenbin) |                      |                        |                   |                        |
| 12 | 17 marca 2021        | ISBN 978-4-06-521636-1 | 20 marca 2024     | ISBN 978-83-8242-236-8 |
| Lista rozdziałów - 104. Bracia (jap. 兄と弟 Ani to otōto) - 105. To się nie zmieniło (jap. ずっと前から Zuttomaekara) - 106. Wir radości (jap. 歓喜の渦 Kanki no uzu) - 107. Arcydzieło (jap. 最高傑作 Saikō kessaku) - 108. Miecz czarnej bogini (jap. 黒き女神の大剣 Kuroki megami no daiken) - 109. Okrutna bogini (jap. 荒ぶる女神 Araburu megami) - 110. Bitwa obronna (jap. 防衛戦 Bōei-sen) - 111. Wielka dziura w sercu (jap. (心の中の大きな穴 Kokoro no naka no ōkina ana) - 112. Złote włosy (jap. 黄金の髪 Ōgon no kami) - 113. Michiru i Yatorou (jap. みちると八咫郎 Michiru to Yatarō)                                                                         |                      |                        |                   |                        |
| 13 | 6 sierpnia 2021      | ISBN 978-4-06-524468-5 | 20 maja 2024      | ISBN 978-83-8242-237-5 |
| Lista rozdziałów - 114. Zasługi (jap. 軍ぐん功こう Gunkō) - 115. Przysięga (jap. 誓ちかい Chikai) - 116. Muszę stać się silniejszy (jap. 強つよくならなきゃ Tsuyoku naranakya) - 117. Zebranie pięciu wielkich generałów (jap. 五ご傑けつ将しょう会かい議ぎ Goketsusho kaigi) |                      |                        |                   |                        |
| 14 | 7 stycznia 2022      | ISBN 978-4-06-526587-1 | 19 lipca 2024     | ISBN 978-83-8242-238-2 |
| Lista rozdziałów - 118. Obsydianowa ósemka (jap. 黒こく曜よう石せきの八人にん Kokuyōseki no hachi-nin) - 119. Deklaracja wojny (jap. 宣せん戦せん布ふ告こく Sensen fukoku) - 120. Zamek Hakujishi (jap. 白しろ獅じ子し城じょ Shirojishi-jō) - 121. Sekret czarnych ostrzy (jap. 黒こく刀とうの秘密ひみつ Kokutou no himitsu) |                      |                        |                   |                        |
| 15 | 9 marca 2022         | ISBN 978-4-06-527267-1 | 20 września 2024  | ISBN 978-83-8242-239-9 |
| Lista rozdziałów - 122. Mroczny kryształ (jap. 暗あん黒こく結けっ晶しょ Ankoku kesshō) - 123. Jisai i Kojirou (jap. 自斎じさいと小こ次じ郎ろ Jisai to Kojirō) - 124. Wart tyle, co cała armia (jap. 一いっ騎き当とう千せんの王お Ikkitōsen no ō) - 125. Żądza mordu (jap. 殺さっ気き Sakki) |                      |                        |                   |                        |
| 16 | 9 lipca 2022         | ISBN 978-4-06-528380-6 | 20 listopada 2024 | ISBN 978-83-8242-240-5 |
| Lista rozdziałów - 126. Jisai i Shishikado (jap. 自斎じさいと獅し氏し門かど Jisai to Shishikado) - 127. Klan pochwy na miecz (jap. 鞘さやの一いち族ぞく Saya no ichizoku) - 128. Ósmy brat (jap. 八番ばん目めの兄きょう弟だ Hachi-banme no kyōdai) - 129. Czarne ziarno (jap. 黒くろき種たね Kuroki tane) |                      |                        |                   |                        |
| 17 | 9 listopada 2022     | ISBN 978-4-06-529399-7 | 20 stycznia 2025  | ISBN 978-83-8242-983-1 |
| Lista rozdziałów - 130. Zniszczyć (jap. ぶっ壊す Bukkowasu) - 131. Miecz iluzji (jap. 霊幻刀 Reigentō) - 132. Szkarłatny duch ostrza (jap. 紅蓮刀気 Guren tōki) - 133. Tamamo i Kojurou (jap. 玉藻と小次郎 Tamamo to Kojirō) |                      |                        |                   |                        |
| 18 | 9 marca 2023         | ISBN 978-4-06-530912-4 | 20 marca 2025     | ISBN 978-83-8242-984-8 |
| 19 | 7 lipca 2023         | ISBN 978-4-06-532167-6 | 20 maja 2025      | ISBN 978-83-8242-985-5 |
| 20 | 7 grudnia 2023       | ISBN 978-4-06-533505-5 | 21 lipca 2025     | ISBN 978-83-8242-986-2 |
| 21 | 9 maja 2024          | ISBN 978-4-06-535161-1 | —                 |                        |
| 22 | 8 listopada 2024     | ISBN 978-4-06-537417-7 | —                 |                        |

## Anime
4 stycznia 2021 roku ogłoszono, że seria otrzyma adaptację w formie anime. Serial został zanimowany przez studio A.C.G.T i wyreżyserowany przez Tetsuyę Yanagisawę, scenariuszem zajęła się Mariko Kunisawa, postacie zaprojektował Takahiro Kishida, a muzykę skomponował Hideyuki Fukasawa. Serial był emitowany od 6 stycznia do 24 marca 2022 roku w stacjach TV Tokyo i AT-X. Prawa do streamingu serii nabył Crunchyroll. 13 stycznia 2022 Crunchyroll zapowiedział, że seria otrzyma angielski dubbing, którego premiera odbyła się 23 lutego.
Pod koniec dwunastego odcinka ogłoszono powstanie drugiej części serialu, która emitowana była od 12 lipca do 27 września 2022.

### Ścieżka dźwiękowa
| Nr             | Tytuł                  | Wykonawcy                 | Źródło   |
| Czołówka       | Czołówka               | Czołówka                  | Czołówka |
| -------------- | ---------------------- | ------------------------- | -------- |
| 1              | „Break Out”            | Da-ice                    | [ 65 ]   |
| 2              | „Break it down”        | Sōta Hanamura i Lil’ Fang | [ 64 ]   |
| Napisy końcowe |                        |                           |          |
| 1              | „Naniiro”              | Wataru Hatano             | [ 65 ]   |
| 2              | „Irochigai no itotaba” | Gakuto Kajiwara           | [ 64 ]   |

### Lista odcinków
| №       | Tytuł                                                                               | Premiera         |
| Część 1 | Część 1                                                                             | Część 1          |
| ------- | ----------------------------------------------------------------------------------- | ---------------- |
| 1       | Musashi & Kojiro Musashi to Kojirō (武蔵と小次郎)                                   | 6 stycznia 2022  |
| 2       | Bushi’s Pride Bushi no hokori (武士の誇り)                                          | 13 stycznia 2022 |
| 3       | The Outside World Soto no sekai (外の世界)                                          | 20 stycznia 2022 |
| 4       | The Kosameda Band Kosameda bushidan (小雨田武士団)                                  | 27 stycznia 2022 |
| 5       | Choosing Tomorrow Ashita o erabu (明日を選ぶ)                                       | 3 lutego 2022    |
| 6       | Getting Stronger Motto tsuyoku (もっと強く)                                         | 10 lutego 2022   |
| 7       | You Can’t Survive Underwater Mizu no naka de wa ikirarenai (水の中では生きられない) | 17 lutego 2022   |
| 8       | The Obsidian Goddess Kokuyō no megami (黒曜の女神)                                  | 24 lutego 2022   |
| 9       | A Bushi’s Way of Life Bushi no ikikata (武士の生き方)                               | 3 marca 2022     |
| 10      | The Goddess’s Power Megami no chikara (女神の力)                                    | 10 marca 2022    |
| 11      | What’s in a Katana Katana ni yadoru mono (刀に宿るもの)                             | 24 marca 2022    |
| 12      | Where This Road Leads Kono michi no saki ni (この道の先に)                          | 24 marca 2022    |
| Część 2 |                                                                                     |                  |
| 13      | The Uesugi Band Uesugi bushidan (上杉武士団)                                        | 12 lipca 2022    |
| 14      | Shipboard Disgrace Senjō no kutsujoku (船上の屈辱)                                  | 19 lipca 2022    |
| 15      | Equals Kanja (間者)                                                                 | 26 lipca 2022    |
| 16      | The War God’s Mantle Gunshin toui (軍神闘衣)                                        | 2 sierpnia 2022  |
| 17      | Memories of Stone Ishi no kioku (石の記憶)                                          | 9 sierpnia 2022  |
| 18      | Tactician Battle Gunshi raiketsu (軍師対決)                                         | 16 sierpnia 2022 |
| 19      | A Matter of Trust Takusareta mono (託されたもの)                                    | 23 sierpnia 2022 |
| 20      | Leaving Your Mark Sonzai shōmei (存在証明)                                          | 30 sierpnia 2022 |
| 21      | Clash of the Shimazu Shimatsu ketsuretsu (島津決裂)                                 | 6 września 2022  |
| 22      | Older and Younger Brothers Ani to otōto (兄と弟)                                    | 13 września 2022 |
| 23      | Greatsword of the Black Goddess Kuroki megami no daiken (黒き女神の大剣)            | 20 września 2022 |
| 24      | A Vow Chikai (誓い)                                                                 | 27 września 2022 |